# Vollmer (Familienname)
Vollmer ist ein deutscher Familienname.

## Herkunft und Bedeutung
Vollmer ist abgeleitet vom althochdeutschen Rufnamen Volkmar und bedeutet „im Volk bekannt, berühmt“.

## Varianten
- Volcmer (um 822/875)
- Volcmari (um 1269)
- Volmar (um 1359)
- Volgmar (um 1418)

## Namensträger

### A
- Adolph Friedrich Vollmer (1806–1875), deutscher Maler und Grafiker
- Albert Vollmer (1929–2016), deutscher Physiker und Volkswirt
- Alfred Vollmer (* 1963), deutscher Ingenieur, Fachjournalist und Autor
- Alois Joseph Vollmer (1803–1876), deutscher Germanist
- Andreas Vollmer (* 1966), deutscher Volleyballtrainer
- Anna-Lena Vollmer (* 1994), deutsche Fußballspielerin
- Antje Vollmer (1943–2023), deutsche Politikerin (Bündnis 90/Die Grünen)
- Arthur Vollmer (1849–1927), deutscher Schauspieler

### B
- Bernd Vollmer (* 1962/1963), deutscher Ringersport-Kampfrichter
- Bernhard Vollmer (1886–1958), deutscher Historiker und Archivar
- Bernhard Vollmer (Politiker) (1902–1973), deutscher Politiker (CDU)

### C
- Carl Gottfried Wilhelm Vollmer (1797–1864), deutscher Schriftsteller
- Christine Vollmer, deutsche Juristin, Rechtsanwältin und Richterin
- Clyde Vollmer (1921–2006), US-amerikanischer Baseballspieler

### D
- Dana Vollmer (* 1987), US-amerikanische Schwimmerin

### E
- Elke Vollmer (* 1961), deutsche Leichtathletin
- Emil Vollmer (Gärtner) (1884–1935/1936), deutscher Gärtner
- Emil Vollmer (Verleger) (1903–nach 1971), deutscher Verleger
- Erika Probst-Vollmer (1926–2021), deutsch-österreichische Tennisspielerin
- Ernst Vollmer (1925–1991), deutscher Grafiker
- Erwin Vollmer (1884–1973), deutscher Maler, Grafiker und Bildhauer
- Eva Christina Vollmer (1947–2004), deutsche Kunsthistorikerin, Musikwissenschaftlerin und Germanistin

### F
- Florian Vollmer (* 1984), deutscher Eishockeyspieler
- Franz Xaver Vollmer (1922–2011), deutscher Historiker
- Friedrich Vollmer (1867–1923), deutscher Klassischer Philologe
- Fritz Müller-Vollmer (1854–1923), deutscher Architekt und Ingenieur

### G
- Gerhard Vollmer (* 1943), deutscher Physiker und Philosoph
- Gisela Vollmer (1922–2005), deutsche Historikerin und Archivarin
- Gottfried Vollmer (Verleger) (1768–1815), deutscher Verleger und Buchhändler
- Gottfried Vollmer (Rennfahrer) (1906–??), deutscher Automobilrennfahrer
- Gottfried Vollmer (Schauspieler) (* 1953), deutscher Schauspieler
- Günter Vollmer (* 1940), deutscher Chemiker
- Günter Vollmer (Biochemiker) (* 1954), deutscher Biochemiker, Endokrinologe und Hochschullehrer
- Günther Vollmer (1902–1945), deutscher Jurist und Generalstaatsanwalt

### H
- Hans Vollmer (Theologe) (Hans Arthur Vollmer; 1871–1941), deutscher Lehrer und Theologe
- Hans Vollmer (Kunsthistoriker) (1878–1969), deutscher Kunsthistoriker
- Hartmut Vollmer (1957–2025), deutscher Literaturwissenschaftler
- Heinrich Vollmer (1885–1961), deutscher Unternehmer und Konstrukteur
- Helmut Johannes Vollmer (* 1941), deutscher Sprachwissenschaftler und Fremdsprachendidaktiker
- Henry Vollmer (1867–1930), US-amerikanischer Politiker
- Herb Vollmer (1895–1961), US-amerikanischer Wasserballspieler und Schwimmer
- Heribert Vollmer (* 1964), deutscher Informatiker und Hochschullehrer
- Hermann Vollmer (1898–1972), deutscher Keramiker und Kunsthandwerker
- Horst H. Vollmer (1935–2020), deutscher Hörspielregisseur und -sprecher

### I
- Isabel Vollmer (* 1985), deutsche Schauspielerin

### J
- Jana Vollmer (* 1973), deutsche Beachvolleyballspielerin
- Joan Vollmer (1923–1951), US-amerikanische Muse und Ehefrau von William S. Burroughs
- Jochen Vollmer (Theologe) (1939–2014), deutscher Theologe
- Jochen Vollmer (* 1980), deutscher Eishockeytorhüter
- Johannes Vollmer (1845–1920), deutscher Architekt
- Jörg Vollmer (* 1957), deutscher General
- Joseph Vollmer (1871–1955), deutscher Ingenieur und Automobilmanager
- Jürg Vollmer (* 1962), Schweizer Journalist
- Jürgen Vollmer (* 1939), deutscher Fotograf
- Jule Vollmer (* 1959), deutsche Schauspielerin und Autorin
- Julius Vollmer (1927–2014), deutscher Schauspieler und Theatermitbegründer

### K
- Karl Vollmer (* 1952), deutscher Maler und Graphiker
- Klaus Vollmer (Theologe) (1930–2011), deutscher Theologe und Autor
- Klaus Vollmer (General) (1930–2021), deutscher Brigadegeneral
- Klaus Vollmer (Japanologe) (* 1959), deutscher Japanologe
- Kurt Vollmer (1934–1998), deutscher Politiker (FDP)
- Kurt Mueller-Vollmer (1928–2019), US-amerikanischer Germanist und Philosoph deutscher Herkunft

### L
- Lisa Vollmer (1937–2022), deutsche Politikerin (SPD)
- Lothar Vollmer (1936–2023), deutscher Hochschullehrer der Rechtswissenschaften
- Ludger Vollmer (* 1961), deutscher Musiker und Komponist

### M
- Manfred Vollmer (* 1944), deutscher Fotograf
- Maria Vollmer (* 1967), deutsche Kabarettistin
- Marie von Marra-Vollmer (1822–1878), österreichisch-deutsche Sängerin
- Matthias Vollmer (* 1962), deutscher Linguist und Hochschuldozent
- Michael Vollmer (* 1957), deutscher Physiker

### N
- Noah Vollmer (* 2006), deutscher Unternehmer

### O
- Otto Vollmer (1894–1978), deutscher Politiker (KPD) und Gewerkschafter

### P
- Peter Vollmer (Stifter) (* 1940), deutscher Erbe, Betriebsrat, Gewerkschafter und Gründer der Stiftung Menschenwürde und Arbeitswelt
- Peter Vollmer (Politiker) (* 1946), Schweizer Politiker (SP)
- Peter Vollmer (Kabarettist) (* 1962), deutscher Kabarettist

### R
- Ralf Vollmer (* 1962), deutscher Fußballspieler
- Rolf Vollmer (* 1952), deutscher Zahnmediziner und Verbandsfunktionär
- Rudolf Vollmer (* 1939/1940), deutscher Archivar und Historiker

### S
- Sascha Vollmer (* 1971), deutscher Rhythmusgitarrist, Sänger, Komponist und Produzent
- Sebastian Vollmer (Wirtschaftswissenschaftler) (* 1980), deutscher Wirtschaftswissenschaftler und Hochschullehrer
- Sebastian Vollmer (Footballspieler) (* 1984), deutscher American-Football-Spieler
- Sieglinde Vollmer (1924–2025), deutsche Unternehmerin, Stifterin und Mäzenin; Tochter von Heinrich Vollmer

### T
- Theodor Vollmer (1817–1899), deutscher Schauspieler
- Thomas Vollmer (* 1954), deutscher Erziehungswissenschaftler
- Tim Vollmer (* 1946), US-amerikanischer Diskuswerfer
- Titus Vollmer (* 1969), deutscher Musiker und Komponist

### V
- Vera Vollmer (1874–1953), deutsche Pädagogin
- Volkert Vollmer (* 1967/1968), deutscher American-Football-Spieler

### W
- Walter Vollmer (1903–1965), deutscher Schriftsteller
- Wilhelm Vollmer (Literaturhistoriker) (1828–1887), deutscher Literaturhistoriker, Journalist und Politiker, MdL Württemberg
- Wilhelm Vollmer (Gartenarchitekt) (1841–nach 1917), deutscher Gärtner und Hofgartendirektor
- Wilhelm Vollmer (General) (1881–1964), deutscher Generalleutnant
- Wilhelm Vollmer (Architekt) (1897–1979), deutscher Architekt
- Wolfgang Vollmer (* 1952), deutscher Fotograf, Kurator und Dozent für Fotografie